# Piskorovce
Piskorovce es un municipio del distrito de Vranov nad Topľou en la región de Prešov, Eslovaquia, con una población estimada a final del año 2024 de 112 habitantes.
Se encuentra ubicado en el centro-sur de la región, cerca del río Topľa (cuenca hidrográfica del río Tisza) y de la frontera con la región de Košice.

## Demografía
| Año        | 1994 | 2004    | 2014     | 2024     |
| ---------- | ---- | ------- | -------- | -------- |
| Población  | 166  | 160     | 142      | 112      |
| Diferencia |      | −3,61 % | −11,25 % | −21,12 % |

| Año        | 2023 | 2024    |
| ---------- | ---- | ------- |
| Población  | 115  | 112     |
| Diferencia |      | −2,60 % |